# Herman Krebbers
Herman Krebbers   (Hengelo, 18 de juny de 1923 - Tilburg, 2 de maig de 2018) era un violinista holandès.
Nascut a Hengelo, Overijssel, Krebbers va estudiar a Amsterdam amb Oskar Back. Va donar el seu primer concert als 10 anys. El 1943, Krebbers va debutar amb la Royal Concertgebouw Orchestra. Durant la Segona Guerra Mundial, es va convertir en membre del "Nederlandse Kultuurkamer", sota el control del Tercer Reich. Això va conduir posteriorment a la prohibició de dos anys de les seves actuacions després de la guerra.
El 1950, Krebbers es va convertir en co-concertista (líder) de l'Orquestra Residentie, juntament amb el seu amic de la infància Theo Olof. Krebbers es va convertir en concertista de l'Orquestra Concertgebouw el 1962. Paral·lelament, va tenir una carrera com a solista i músic de cambra i va ensenyar al Amsterdam Muzieklyceum (actual Conservatorium van Amsterdam) durant molts anys.
Krebbers va patir una lesió a l'espatlla d'un accident a la seva embarcació el 1979, que el va obligar a renunciar a l'Orquestra Concertgebouw el 1980. Després es va centrar principalment en l'ensenyament, amb la seva feina al Conservatori d’Amsterdam. Entre els seus estudiants hi havia Frank Peter Zimmermann, Peter Tanfield, Jeanne Lamon, Vera Beths, Rudolf Koelman, Szymon Krzeszowiec, Jeroen de Groot, Emmy Verhey i André Rieu. També va ser president del jurat del Concurs de violí Leopold Mozart de 1996. Va restringir les seves activitats docents el 2001.

## Enregistraments
- Bach: Concerto for Two Violins amb Arthur Grumiaux, Edo de Waart dirigint (Philips)
- Bach: Concerto for Two Violins amb Theo Olof, André Rieu dirigint (Artone)
- Bach: Concerto for violin, cordes i continu amb André Rieu (Artone)
- Beethoven: Violin Concerto amb Bernard Haitink (Philips)
- Brahms: Violin Concerto amb Bernard Haitink (Philips)
- Dvorak: Violin Concerto amb Anton Kersjes (EMI)
- Haydn: Violin Concertos amb André Rieu (Artone)
- Mozart: Violin Concertos K211 i K218 amb David Zinman (Philips)
- Nardini: Violin Concerto amb André Rieu (CNR)
- Tchaikovsky: Three Souvenirs amb Anton Kersjes (EMI)
- Vivaldi: Concerto for two violins amb André Rieu (Artone)